# وودزبرو (تگزاس)
وودزبرو، تگزاس(به انگلیسی: Woodsboro, Texas) شهری در ایالت تگزاس از ایالات جنوبی ایالات متحده آمریکا است. در سرشماری سال ۲۰۰۰، جمعیت این شهر ۱۶۸۵ نفر اعلام شد.